# 莱夫·罗林
莱夫·罗林（瑞典語：Leif Rohlin，1968年2月26日—），瑞典男子冰球运动员，1986年开始职业生涯。他曾代表瑞典参加1994年冬季奥林匹克运动会冰球比赛，获得一枚金牌。